# سرو ریکو
سرو ریکو (به اسپانیایی به معنای کوه ثروتمند)، سرو پوتوسی (کوه پوتوسی) یا سوماق اورقو (سوماق به معنای زیبا، خوب، دل‌پذیر، اورقو به معنای کوه، «کوه زیبا» یا کوه خوب و دل‌پذیر)، کوهی در آند در نزدیکی شهر پوتوسی در بولیوی است. سرو ریکو که به‌طور معمول به عنوان کوهی از سنگ نقره تصور می‌شود، به خاطر ارائه مقادیر عظیمی از نقره برای امپراتوری اسپانیا مشهور است، که بیشتر آن به اسپانیای متروپولیتن ارسال می‌شد. برآورد می‌شود که هشتاد و پنج درصد از نقره تولید شده در آند مرکزی در آن زمان از سرو ریکو به دست آمده است.
این کوه به مرور زمان به عنوان یکی از نمادهای مهم دوران استعمار اسپانیا تبدیل شد و نقش بسزایی در اقتصاد جهانی ایفا کرد. معادن نقره این کوه، که همچنان در افسانه‌های محلی و تاریخچه منطقه جای دارند، گواهی بر غنای طبیعی و اهمیت استراتژیک آن هستند. سرو ریکو نه تنها نماد ثروت بلکه نمایانگر تاریخ پربار و پیچیده ملت‌های بومی و استعمارگران است.